# Harmothoe impar
Harmothoe impar är en ringmaskart. Harmothoe impar ingår i släktet Harmothoe och familjen Polynoidae. Inga underarter finns listade i Catalogue of Life.